# アダルベロ (シュタイアーマルク辺境伯)
アダルベロ（ドイツ語：Adalbero, ? - 1082年）は、シュタイアーマルク辺境伯（在位：1075年 - 1082年）。

## 生涯
アダルベロはシュタイアーマルク辺境伯オットカール1世とケルンテン公アダルベロの娘ヴィリビルクの間の長男である。
アダルベロは父と同様に、叙任権闘争においてハインリヒ4世を支持し、教皇派の弟オットカール2世と争った。アダルベロは破門され、弟を勘当し、伯位を保持したが、1082年にエンスタールで殺害された。別の文献によると、アダルベロは1086年以降にレオーベン近郊で自身の召使に殺害されたという。